# موشک بالستیک میان‌برد

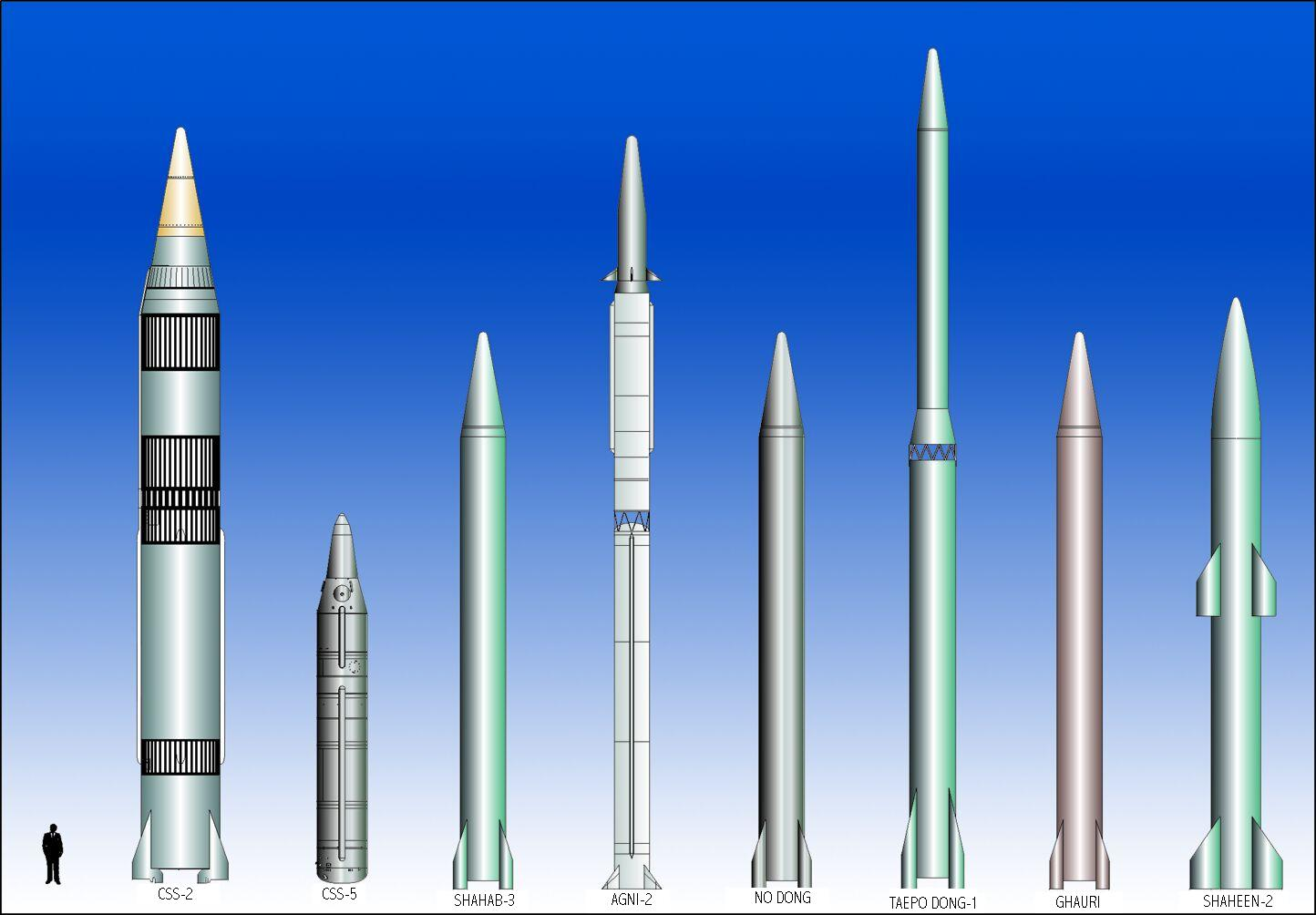
موشک‌های IRBM و MRBM.

موشک بالستیک میان‌برد گونه‌ای از موشک‌های بالستیک با برد متوسط است که تعریف آن با توجه به استانداردهای سازمان‌های متفاوت، تغییر می‌کند. از نظر وزارت دفاع آمریکا موشک میان‌برد به موشکی گفته می‌شود که بیشینه برد آن بین ۱۰۰۰ تا ۳۰۰۰ کیلومتر باشد. در واژگان جدیدتر، موشک‌های بالستیک میان‌برد بخشی از گروه‌بندی گسترده‌تر صحنهٔ (راهبردی) موشک‌های بالستیک هستند که شامل هر نوع موشک بالستیک با برد کمتر از ۳۵۰۰ کیلومتر می‌شود.

## موشک‌های بالستیک میان‌برد خاص

### ایران
- عاشورا (۲۰۰۰–۲۵۰۰ کیلومتر) (ایران)
- خیبر (۲۰۰۰ کیلومتر) (ایران)
- خرمشهر (برد۲۰۰۰ کیلومتر)(ایران)
- عماد (۱۷۰۰ کیلومتر) (ایران)
- فجر-۳ (۲۵۰۰ کیلومتر(تخمینی)) (ایران)
- قدر-۱۱۰ (۲۰۰۰–۳۰۰۰ کیلومتر) (ایران)
- سجیل (۲۰۰۰–۴۵۰۰ کیلومتر) (ایران)
- شهاب-۳ (۱۹۳۰-۲۰۰۰ کیلومتر) (ایران)

### چین
- دانگ فنگ-۲ (۱۲۵۰ کیلومتر) (چین)
- دانگ‌ ‌فنگ-۱۶ (۸۰۰-۱۰۰۰ کیلومتر) (چین)
- دانگ‌ ‌فنگ-۱۶  ۱٬۰۰۰–۱٬۶۰۰ کیلومتر (۶۲۰–۹۹۰ مایل)  چین
- دانگ‌ ‌فنگ-۱۷ (۱۸۰۰–۲۵۰۰ کیلومتر)  چین
- دانگ فنگ-۲۱ (۱۵۰۰-۱۷۰۰ کیلومتر) (چین) ، (عربستان سعودی)

### پاکستان
- ابابیل (۲۲۰۰ کیلومتر) (پاکستان)
- غوری-۱ (۱۵۰۰  کیلومتر) (پاکستان)
- غوری-۲ (۱۸۰۰-۲۰۰۰ کیلومتر) (پاکستان)
- غوری-۳ (۳۰۰۰-۳۵۰۰ کیلومتر) (پاکستان)  (لغو شد)
- شاهین-۲ (۲۵۰۰ کیلومتر)  (پاکستان) [۳][۴]

- شاهین-۳ (۲۷۵۰ کیلومتر)  (پاکستان) [۵][۶]

### کره شمالی
- هواسونگ-۹ (+۱۰۰۰ کیلومتر) (کره شمالی)
- هواسونگ-۱۰/آر دی-بی موسودان (۲۵۰۰-۴۰۰۰ کیلومتر) (کره شمالی)
- پوک گوگ سانگ- ۱ (۵۰۰-۲۰۰۰ کیلومتر) (کره شمالی)
- پوک گوگ سانگ- ۲ (۱۲۰۰-۳۰۰۰ کیلومتر) (کره شمالی)
- پوک گوگ سانگ- ۲ (۲۵۰۰-۳۰۰۰ کیلومتر) (کره شمالی)
- ندونگ-۱ (۱۰۰۰–۱۵۰۰ کیلومتر) (کره شمالی)

### شوروی
- آر-۵ پوبدا (۱۲۰۰ کیلومتر) (شوروی)
- آر-۱۲ دوی نا (۲۰۸۰ کیلومتر) (شوروی)
- آر تی-۱۵ (۲۵۰۰) (شوروی)

### هند
- آگنی-۲ (۲۰۰۰–۳۰۰۰ کیلومتر) (هند)
- آگنی-پی (۱۰۰۰-۲۰۰۰ کیلومتر)(هند)

### ایالات متحده آمریکا
- پرشینگ-۲  (۱۱۰۰ مایل) (ایالات متحده آمریکا)
- پی جی ام -۱۹ ژوپیتر  (۱۴۹۱ مایل) (ایالات متحده آمریکا)

### فرانسه
- اس اس بی اس-اس ۱ (فرانسه)

### اسرائیل
- جریکو ۲ (۱۳۰۰ کیلومتر) (اسرائیل)

### عراق
- بدر-۲۰۰۰ (۱۰۰۰ کیلومتر) (عراق)

### ترکیه
- جی-۶۰۰تی ایلدریم ۴(۲۵۰۰ کیلومتر)  ترکیه - در حال توسعه